# Провал (залив)
Прова́л — залив-сор озера Байкал.
Расположен в Кабанском районе Бурятии к северо-востоку от дельты реки Селенги.

## Возникновение
Залив Провал образовался после 10-балльного землетрясения в ночь с 31 декабря на 1 января (по новому стилю с 11 на 12 января) 1862 года. Тогда Цаганская степь, площадью 200 км², погрузилась под воды Байкала. Северная часть нынешнего Провала до его образования была заливом Байкала, называвшимся Старый Сор. Из образовавшихся во время толчков трещин на поверхность стала выходить вода. Местные жители срочно эвакуировались из затопляемой местности, взяв лишь самое необходимое. Пострадало приблизительно 1300 жителей пяти бурятских улусов.

## География

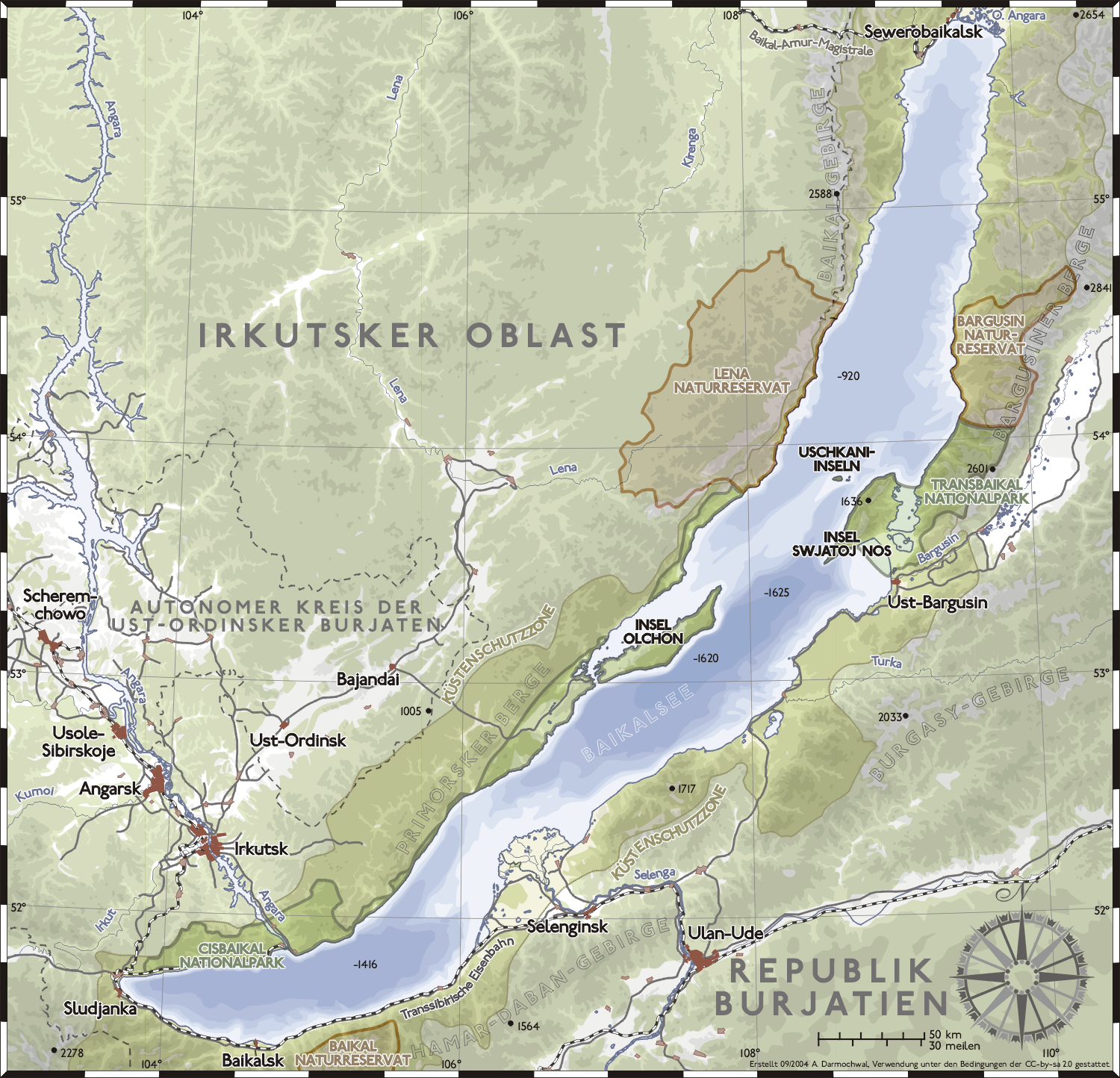
Байкал (Провал — северо-восточнее дельты Селенги)

Провал имеет почти треугольную форму и представляет собой своеобразный байкальский залив — сор. Береговая линия тянется на протяжении около 45 км. Начинается от мыса Облом на северо-востоке и заканчивается на мысе Хребтовском (крайней северо-западной точке дельты Селенги) на юго-западе.
Примыкающая к акватории Байкала сторона залива протягивается между этими мысами на 28 километров и отделена от озера цепью узких и длинных островов-кос, составляющих отмель Сахалин и разделённых небольшими проливами, называемыми прорвами (Малая прорва, Большая прорва, Обломская прорва и др.). Острова, отделяющие залив от основной части Байкала, называют по именам бывших владельцев участков.
Юго-западные берега залива-сора образованы устьями многочисленных протоков дельты Селенги, образующих заболоченные острова. Юго-восточные берега не расчленены, по составу песчано-галечные, к северу местами лесистые и заболоченные. Здесь в залив впадают реки — Большой Дулан, Сергеевка, Оймур, Сырая Молька.
Глубина залива колеблется от 0,5—1,5 м до 3—3,5 м, а местами — и до 5—6 м.

## Населённые пункты
На берегу Провала расположены населённые пункты Кабанского района Бурятии: в южном углу залива в устье Лобановской протоки — село Дубинино (иногда Провал называют по этому селу — Дубининский сор); на юго-восточном берегу — село Оймур и улус Дулан, к северу от которого, на протяжении 10 км по побережью от Дуланского калтуса до мыса Облом и вглубь материка располагается Энхэлукский государственный биологический заказник.